# Blind ermittelt – Endstation Zentralfriedhof
Blind ermittelt – Endstation Zentralfriedhof (Arbeitstitel Zentralfriedhof) ist ein österreichisch-deutscher Fernsehfilm der Krimireihe Blind ermittelt, der im Sommer 2020 in Wien von Jano Ben Chaabane inszeniert wurde. Neben den beiden Hauptdarstellern Philipp Hochmair und Andreas Guenther sind Patricia Aulitzky und Jaschka Lämmert fester Bestandteil der Reihe. Die ORF-Erstausstrahlung erfolgte am 4. Jänner 2021. Im Ersten wurde der Film erstmals am 15. April 2021 unter dem Titel Der Wien-Krimi: Blind ermittelt – Lebendig begraben gezeigt.

## Handlung
Im fünften Fall des Ermittlerduos Haller/Falk werden die beiden an den 17. Oktober 2017 erinnert, jenen Tag, als der blinde Ex-Kommissar bei einem Sprengstoffanschlag durch eine Autobombe sein Augenlicht verloren hatte und bei dem seine Lebensgefährtin, die Staatsanwältin Kara Hoffmann, ums Leben kam. Rechtsanwalt Dr. Stefan Wild wird in seinem Büro erstochen aufgefunden. In den Unterlagen des Toten wurde das Datum des Tages notiert, an dem der Sprengstoffanschlag stattgefunden hat. In der Folge wird Psychotherapeut Dr. Kiran Patel von seinem Patienten Kurt Brandner mit einem Messer bedroht und stürzt dabei aus seinem Bürofenster, überlebt den Sturz aber.
Mit Kommissarin Laura Janda untersucht Haller alte Akten. Damals war er dem Mörder der Schülerin Lisa Ebner auf der Spur. Nachdem der Verdächtige, ihr Lehrer Maximilian „Max“ Brandner, in der Untersuchungshaft Suizid begangen hatte, wurde der Fall geschlossen. Janda stellt sich die Frage, ob Brandner tatsächlich schuldig war, oder ob sie damals einen Unschuldigen inhaftiert hatten. Max Brandner wurde damals von Rechtsanwalt Dr. Stefan Wild vertreten. Kurt Brandner ist der Bruder von Max. Gegenüber seinem Psychotherapeuten sprach Kurt von Max als seinem Vater, für Kurt war Max ein Held und ein Ersatzvater, seinen wirklichen Vater hatte er nicht kennengelernt. Kurt Brandner gibt Patel die Schuld am Suizid seines Bruders Max, Patel hätte diesen nach Meinung von Kurt damals verhindern können.
Die Ermittler vermuten, dass Kurt Brandner alle ermorden möchte, denen er Mitschuld am Tod seines Bruders gibt. Von Haller fordert Kurt Brandner den wahren Mörder von Lisa Ebner zu finden und die Unschuld seines Bruders zu beweisen. Dafür gibt er ihm 48 Stunden Zeit. Melanie Wegner, eine damalige Schulkollegin von Lisa Ebner, verdächtigte Tim Wuttke, Lisa ermordet zu haben. Haller setzt seinen Assistenten Niko auf Wuttke an.
Nachdem Kurt Brandner Laura Janda in seine Gewalt bringt, gibt sie an, bei den Ermittlungen Fehler gemacht zu haben. Dies ändere allerdings nichts daran, dass sich Max an seinen Schülerinnen vergangen und Suizid begangen hatte. Haller findet heraus, dass Melanie Wegner ihre Schulkollegin Lisa Ebner im Zuge eines Streites aus Eifersucht getötet und deshalb den Verdacht auf Tim Wuttke gelenkt hatte. Melanie war damals in Max verliebt. Nachdem Lisa sich ebenfalls in Max verliebt hatte, war er an Melanie nicht mehr interessiert. 
Nachdem Haller mit Melanie Wegner Kurt Brandner die wahre Mörderin von Lisa Ebner am Wiener Zentralfriedhof präsentiert und damit die Unschuld seines Bruders Max bewiesen hat, fordert Haller von Brandner die Freilassung von Janda, die sich noch immer in seiner Gewalt befindet. Brandner gibt an, Janda am Friedhof vergraben zu haben, sie drohe in Kürze zu ersticken. Nach einem Schusswechsel zwischen Falk und Brandner kann Janda von der Polizei rechtzeitig aus einem Sarg lebend befreit werden.

## Produktion

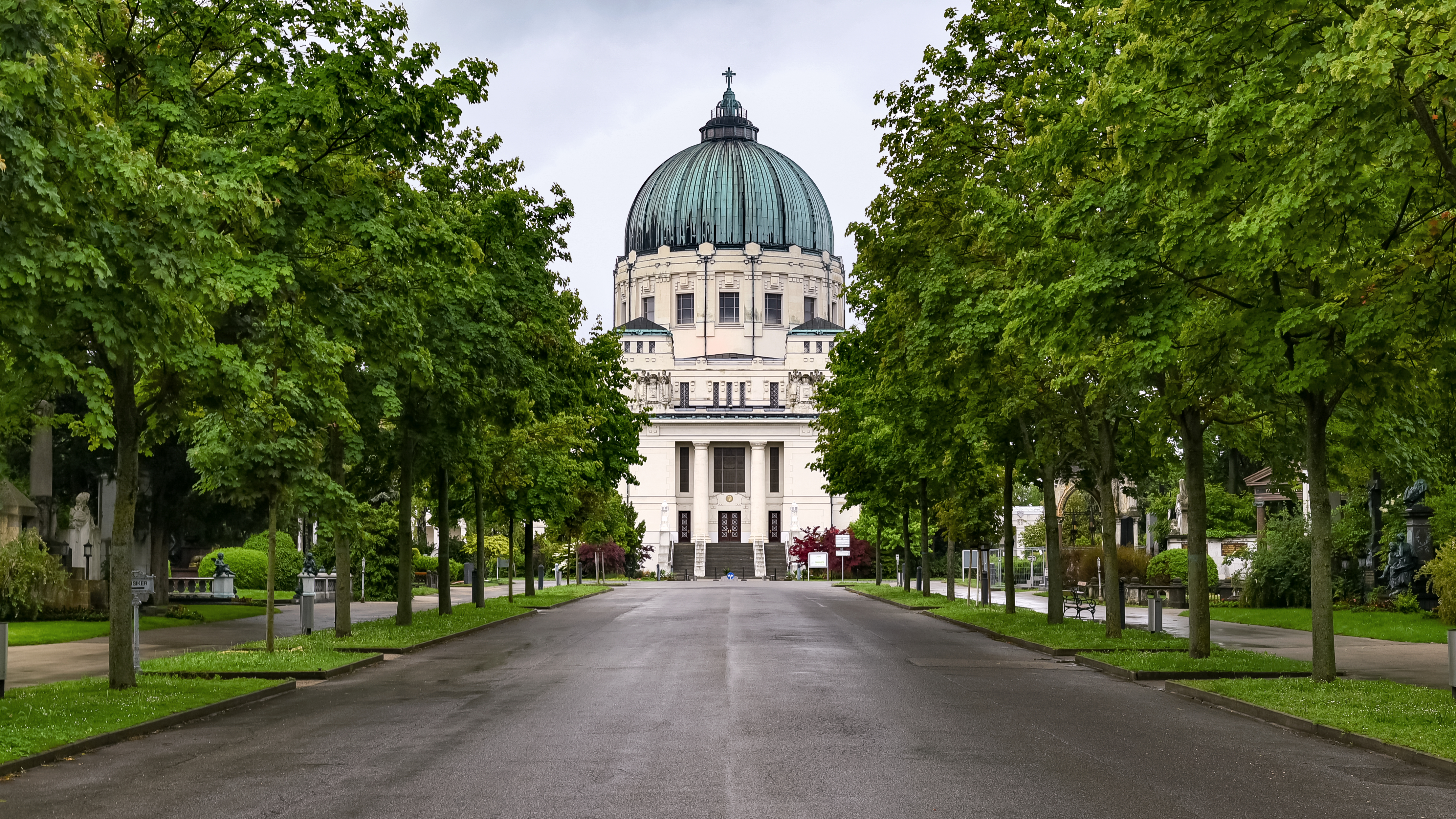
Einer der Drehorte: Wiener Zentralfriedhof mit Karl-Borromäus-Kirche

Die Dreharbeiten fanden gemeinsam mit der Folge Zerstörte Träume (Arbeitstitel Wiener Kaltblut) vom 30. Juni bis zum 4. September 2020 statt. Gedreht wurde in Wien und Umgebung.
Produziert wurde der Film von der österreichischen Mona Film und deutschen Tivoli Film der Produzenten Thomas Hroch und Gerald Podgornig. Beteiligt waren der Österreichische Rundfunk und die ARD (Degeto Film), unterstützt vom Fernsehfonds Austria und dem Filmfonds Wien.
Für das Kostümbild zeichnete Theresa Ebner-Lazek verantwortlich, für das Szenenbild Katharina Haring, Nina Salak und Attila Plangger, für den Ton Wolfgang Wanderer und für das Maskenbild Danijela Brdar und Heike Sekera.
Im Abspann werden passend zur Kulisse Auszüge aus Wolfgang Ambros’ Lied Es lebe der Zentralfriedhof gespielt. Eingeleitet wird dies durch den letzten Dialog im Film, der zwei Zeilen daraus rezitiert.

## Rezeption

### Kritiken
Tilmann P. Gangloff schrieb auf tittelbach.tv in der Gesamtbetrachtung der zwei Folgen Tod im Fiaker und Lebendig begraben, dass Regisseurin Katharina Mückstein mit ersterer die Reihe zur ursprünglichen Qualität zurückführe. Die Handlung sei interessant, die Bildgestaltung besonders. Gangloff vergibt dafür insgesamt 4 von 6 Sternen. Die zweite Folge setze allerdings noch eins drauf, Chaabanes Inszenierung sei noch dichter. Schwungvolle Kamerafahrten, ausgefallene Perspektiven und eine ungewöhnliche Musik heben den Film deutlich über den Durchschnitt der zumeist guten Donnerstagskrimis. Insgesamt 4,5 Sterne.
Wilfried Geldner dagegen bezeichnete die Folge Tod im Fiaker im Weser-Kurier als schönen Wienkrimi. Im Gegensatz dazu würden in der Folge Lebendig begraben die Macher das Interesse am traurigen Werdegang des erblindeten Ex-Kommissars überschätzen. Der Krimi drehe sich lange Zeit im Kreis wie ein Prater-Karussell.

### Einschaltquoten
In Deutschland sahen den Film bei Erstausstrahlung im Ersten 5,83 Millionen Zuschauer, der Marktanteil lag bei 18,0 Prozent.